# Средний Шургуял
Средний Шургуял (мар. Коклаял) — деревня в Куженерском районе Республики Марий Эл. Входит в состав Шорсолинского сельского поселения.

## География
Находится в северо-восточной части республики Марий Эл на расстоянии приблизительно 10 км на восток от районного центра посёлка Куженер.

## История
Известна с 1874 года как деревня из 8 дворов, в которой проживало 60 человек марийской национальности. В 1930-е годы из деревни много семей уехало на жительство в деревню Чирпамаш. В 1960 году в деревне было 12 дворов, в которых проживало 64 человека. В 2005 году оставалось 12 хозяйств. В советское время работали колхозы «Марий коммуна», имени Калинина, совхоза «Маяк».

## Население
Население составляло 48 человек (мари 98 %) в 2002 году, 46 в 2010.